# Sam Dickinson (triatleta)
Samuel "Sam" Dickinson (York, 11 de julho de 1997) é um triatleta britânico.

## Carreira
Educado na St Peter's School, York, Ele se formou na Universidade de Leeds com um Bacharelado em Ciências (BSc) em Ciências do Esporte e Fisiologia. Dickinson ganhou uma medalha de prata como parte da equipe britânica que venceu o revezamento misto no Campeonato Mundial de Revezamento Misto de Triatlo de 2022 em Montreal.
Em 2022, ele foi selecionado para os Jogos da Commonwealth de 2022 em Birmingham, onde competiu no evento masculino, terminando em 19º lugar. No entanto, como parte da equipe de revezamento misto, ele ganhou uma medalha de ouro no evento de revezamento misto.
Nos Jogos Olímpicos de Verão de 2024, em Paris, conquistou a medalha de bronze no revezamento misto, ao lado de Alex Yee, Georgia Taylor-Brown e Beth Potter, com o tempo de 1:25:40.